# 新北市私立開明高級工商職業學校
新北市私立開明高級工商職業學校（Kai Ming Senior Technical and Commercial Vocational School，簡稱開明高職）是一所位於新北市新店區的技術型高級中等學校。創立於1964年，2020年因少子化問題開始停招，2022年7月最後一屆學生畢業後，停辦轉型。

## 歷史
開明高職創立於1964年5月，由林蔭中、陳石安、王世俊、何謙四人共同創辦，林蔭中為第一任董事長，何謙為第一任校長，創校時原名為「台灣省台北縣私立開明商業職業學校」，以「勤樸信誠」為校訓，校慶定為5月20日。開明高職也是1994年上映的李安電影「飲食男女」中校園取景地。

## 科系介紹

### 日間部
- 汽車科
- 資訊科
- 餐飲管理科
- 美容美髮科
- 行銷流通科

### 夜進修學校
- 汽車科
- 資訊科
- 資料處理科
- 餐飲管理科
- 美容美髮科

### 日（夜）間實用技能班
- 汽車修護科
- 餐飲技術科
- 烘焙食品科

## 知名校友

### 演藝界
- 唐豐 男演員  代表作品:新兵日記

## 外部連結
- 開明高職 （页面存档备份，存于）